# Batta (Stradivarius)
Pour les articles homonymes, voir Batta.

Le Batta est un violoncelle construit en 1714 par le luthier italien Antonio Stradivari.

## Histoire
Le Batta fut construit à Crémone en 1714, mais nous savons peu de son parcours les 122 années qui suivirent.
En 1836, Adrien-François Servais et Alexandre Batta le voient et le jouent, et sont impressionnés par l'excellence de l'instrument.
Batta, passionnément épris du Stradivarius, mais financièrement assez gêné pour ne pas pouvoir l'acquérir, dû faire appel à un ami qui le lui offrit. D'après un journal de 1894 il aurait été acheté au prix de 7 500 francs à un nommé Thiboult, qui l'avait ramené d'Espagne où l'on prétendait qu'il avait appartenu au roi Charles VI.
Il chérit l'instrument durant 57 ans, refusant toute offre qu'on lui faisait, y compris celle d'un noble Russe qui lui tendit un chèque en blanc. Mais, sur la fin de sa vie, et afin d'assurer un pécule à sa gouvernante, il consentit à s'en séparer. Il est acheté par un amateur de Londres, par l'intermédiaire du luthier anglais, Alfred Hill, au prix de 80 000 francs.
La transaction conclue, et l'instrument enfermé, Batta les larmes aux joues embrassa la caisse qui le contenait. (source : Gregor Piatigorsky (1903-1976), Cellist)
Le Batta, comme d'autres Stradivarius (voir le témoignage de Yo-Yo Ma sur le Davidov), semble à son interprète doué d'une vie propre:

« J'ai longuement travaillé avec le "Batta" avant d'apparaître en concert avec lui. Dans la solitude qui convient aux jeunes-mariés, nous avions évité tout compagnie jusque-là. À partir de ce jour où j'ai fièrement porté le "Batta" sur scène sous les applaudissements, un nouveau défi est entré dans ma vie. J'avais su découvrir les qualités, imperfections et caprices, et su exploiter l'ensemble des possibilités, de tous ces instruments de caractères différents les uns des autres que j'avais joués avant le "Batta". Mais pas avec le "Batta", dont les prouesses n'ont aucune limite. Ses ressources illimitées m'incitèrent à sonder ses profondeurs, et je n'ai jamais travaillé plus dur, ni rien désiré plus ardemment qu'obtenir de cet instrument tout ce dont il est capable. Alors seulement j'aurais mérité d'être son égal. »

— Gregor Piatigorsky (1903-1976), dans son autobiographie : Cellist
| Longueur                    | 75,6 cm |
| Largeur (partie supérieure) | 34,6 cm |
| Largeur (au centre)         |         |
| Largeur (partie inférieure) | 44,1 cm |

## Parcours
Voici le parcours connu de ce violoncelle.
| Interprète         | Depuis | Avéré en | Jusqu'en |
| ------------------ | ------ | -------- | -------- |
| Alexandre Batta    | 1836   |          | 1893     |
| Gregor Piatigorsky |        |          | 1976     |

| Propriétaire                         | Depuis | Avéré en | Jusqu'en |
| ------------------------------------ | ------ | -------- | -------- |
| Place                                | 1838   |          | 1838     |
| Alexander Batta                      | 1838   |          | 1893     |
| W.E. Hill & Sons                     |        |          |          |
| Baron Knoop                          | 1893   |          |          |
| Ernest Illingworth Holden (Bradford) |        |          |          |
| Horace Havemeyer                     |        |          | 1945     |
| Dr. Daniel Catlin                    | 1945   |          |          |
| Gregor Piatigorsky                   | 1956   |          |          |
| Evan Drachman                        |        | 2003     |          |